# اسپلاتون ۳
اسپلاتون ۳ (ژاپنی: スプラトゥーン3 هپبورن: Supuratūn Surī) یک بازی ویدئویی در سبک تیراندازی سوم شخص است که توسط نینتندو برای کنسول نینتندو سوئیچ ساخته و منتشر شده‌است. همانند نسخه‌های پیشین خود در مجموعه بازی‌های اسپلاتون، این بازی نیز از حالت چندنفره آنلاین (بازیکن دربرابر بازیکن و بازیکن دربرابر دشمن)، درکنار حالت تک‌نفره و داستان محور تشکیل شده‌است.
اسپلاتون ۳ در تاریخ ۹ سپتامبر ۲۰۲۲، به‌طور انحصاری برای کنسول نینتندو سوئیچ عرضه شد، و به‌طور کلی با واکنش‌های مطلوبی از سوی منتقدان همراه بود. تا ۳۰ سپتامبر ۲۰۲۲، تعداد ۷٬۹ میلیون نسخه از بازی در سراسر جهان به‌فروش رفته است که آن را به سریعترین فروش در بین نسخه‌های این فرنچایز و یکی از پرفروش‌ترین عناوین نینتندو سوئیچ تبدیل کرده‌است.